# 2023年の鉄道
2023年の鉄道（2023ねんのてつどう）とは、2023年（令和5年）に起こった鉄道関係の出来事をまとめたページである。
2022年の鉄道 - 2023年の鉄道 - 2024年の鉄道

## 出来事の一覧

### 1月
- 1月4日
  -  名古屋市交通局
    - （駅名改称） 太閤通駅 ← 中村区役所駅（桜通線）、名古屋城駅 ← 市役所駅、熱田神宮伝馬町駅 ← 伝馬町駅、熱田神宮西駅 ← 神宮西駅（名城線）[1][2]

  -  長崎電気軌道
    - （駅名改称） 市役所停留場 ← 市民会館停留場[3]

### 2月
- 2月4日
  -  北京地下鉄
    - （延伸開業） 昌平線 清河駅 - 西土城間（9.7 km、朱房北駅抜き）[4]
- 2月10日
  -  新北捷運
    - （新規開業） 安坑軽軌 双城駅 - 十四張駅間（7.5km）[5]
    - （新駅開業）  双城駅、玫瑰中国城駅、台北小城駅、耕莘安康院区駅、景文科大駅、安康駅 (新北市)、陽光運動公園駅、新和国小駅
- 2月25日
  -  福井鉄道
    - （駅名改称） たけふ新駅 ← 越前武生駅（福武線）[6]

### 3月
- 3月18日
  -  北海道旅客鉄道
    - （駅廃止） 浜田浦駅（日高本線）[7]

  -  東日本旅客鉄道
    - （列車廃止） 快速「アクティー」[8]
    - （列車廃止） 快速「アテルイ」[9]
    - （列車廃止） 特別快速「ホリデー快速あきがわ」[10]
    - （列車廃止）超快速「スノーラビット」[11]
    - （列車廃止） 特急「スワローあかぎ」[12]
    - （列車廃止） 特急「スペーシアきぬがわ」[13]
    - （列車新設） 特急「スペーシア日光」新宿駅 - 東武日光駅間[13]
    - （名称変更）特急「草津・四万」←「草津」
    - （全車指定席化）特急「あかぎ」[12]
    - （新駅開業） 幕張豊砂駅（京葉線 新習志野駅 - 海浜幕張駅間）[14]
    - （新駅開業） 前潟駅（田沢湖線 盛岡駅 - 大釜駅間）[15][16][17]
    - （駅廃止） 平津戸駅（山田線）[18]

  -  西日本旅客鉄道
    - （新ホーム開業） 大阪駅（仮称：北梅田駅）（東海道本線（梅田貨物線） 新大阪駅 - 福島駅間）[19][20]
    - （複線化） 奈良線 JR藤森駅 - 宇治駅 (9.9km)[21]

  -  東武鉄道
    - （列車廃止） 特急「スペーシアきぬがわ」[13]
    - （列車新設） 特急「スペーシア日光」新宿駅 - 東武日光駅間[13]

  -  東急電鉄・相模鉄道
    - （延伸開業） 相鉄新横浜線・東急新横浜線 羽沢横浜国大駅 - 日吉駅間（10.0 km）[22][23]
    - （新駅開業） 新横浜駅、新綱島駅

  -  北越急行
    - （列車廃止）超快速「スノーラビット」[11]

  -  北京地下鉄
    - （新駅開業） 二里溝駅
- 3月27日
  -  福岡市交通局
    - （延伸開業） 七隈線 天神南駅 - 博多駅間（1.6 km）[24][25][26]
    - （新駅開業） 櫛田神社前駅[24][25][26][27]

### 4月
- 4月1日
  -  北海道旅客鉄道
    - （路線廃止） 留萌本線 石狩沼田駅 - 留萌駅間 (35.7 km)[28][29][報道 1]
    - （駅廃止） 真布駅、恵比島駅、峠下駅、幌糠駅、藤山駅、大和田駅、留萌駅（留萌本線）[28][29][報道 1]

  -  東海旅客鉄道・西日本旅客鉄道・四国旅客鉄道・九州旅客鉄道(JR全社）
    - （運賃改定）在来線・新幹線の特急料金を3区分から4区分に変更。グリーン車・寝台（特急料金の部分＝すなわち総額から）も適用される。JR東日本と適用は異なり、年度によって適用日は変動する[30]。

  -  西日本旅客鉄道
    - （ICOCA導入） 山陽本線 新南陽駅 - 下関駅間、山口線 湯田温泉駅、山口駅[31]

  -  近畿日本鉄道
    - （運賃改定）運賃の値上げ改定[32]

  -  叡山電鉄
    - （駅名改称） 茶山・京都芸術大学駅 ← 茶山駅（叡山本線）[33]

  -  こうべ未来都市機構
    - （移管） 摩耶ケーブル線を神戸住環境整備公社から移管[34]。
- 4月27日
  -  岡山電気軌道
    - （駅名改称） 西大寺町・岡山芸術創造劇場ハレノワ前停留場 ← 西大寺町停留場（東山本線）[35]

### 5月
- 5月23日
  - 
    - （運営権移管） 台北捷運環状線（新北捷運公司←台北捷運公司）[36]
- 5月27日
  -  東日本旅客鉄道
    - （Suica導入） 奥羽本線 弘前駅 - 青森駅間（以上、青森エリア）、東北本線 北上駅 - 盛岡駅間、田沢湖線 盛岡駅 - 雫石駅間、釜石線 花巻駅 - 新花巻駅間（以上、盛岡エリア）、奥羽本線 和田駅 - 追分駅間、男鹿線 追分駅 - 男鹿駅、羽越本線 新屋駅 - 秋田駅（以上、秋田エリア）[37]

### 6月
- 6月30日
  -  ホノルル高速交通公社
    - （新規開業）スカイライン クアラカイ（イースト・カポレイ）駅 - ハラワ（アロハ・スタジアム）駅（17 km）[38][39]

### 7月
- 7月1日
  -  韓国鉄道公社
    - （延伸開業） 西海線（大谷素砂線） 素砂駅 - 大谷駅間（18.35 km）[40]
    - （新駅開業） 遠宗駅
- 7月3日
  -  バンコク・メトロ
    - （開業） バンコクモノレールイエローライン ラートプラーオ駅 - サムロン駅 (30.4 km)[41]
    - （新駅開業） パーワナー駅、チョークチャイ 4駅、ラートプラーオ 71駅、ラートプラーオ 83駅、マハータイ駅、ラートプラーオ 101駅、バーンカピ駅、イェーク・ラムサーリー駅、シークリータ駅、クランタン駅、シーヌット駅、シーナカリン38駅、スアンルアンラマ9駅、シーウドム駅、シーイアム駅、シーラサール駅、シーベーリング駅、シーダーン駅、シーテーパー駅、ティパワン駅
- 7月15日
  -  九州旅客鉄道・南阿蘇鉄道
    - （直通運転開始） 豊肥本線 肥後大津駅 - 立野駅間[42]

  -  南阿蘇鉄道
    - （駅名改称） 阿蘇下田城駅 ← 阿蘇下田城ふれあい温泉駅（高森線）[43]

  -  東京地下鉄
    - （最終開業） 虎ノ門ヒルズ駅（日比谷線 霞ケ関駅 - 神谷町駅間）[44]
- 7月31日
  -  桃園捷運[45][46]
    - （延伸開業） 桃園機場捷運 環北駅 - 老街渓駅
    - （新駅開業） 老街渓駅

### 8月
- 8月26日
  -  宇都宮ライトレール[47][48][49][50][51]
    - （路線開業） 宇都宮芳賀ライトレール線 (14.6km)[52][53][54]
    - （新駅開業） 宇都宮駅東口停留場、東宿郷停留場、駅東公園前停留場、峰停留場、陽東3丁目停留場、宇都宮大学陽東キャンパス停留場、平石停留場、平石中央小学校前停留場、飛山城跡停留場、清陵高校前停留場、清原地区市民センター前停留場、グリーンスタジアム前停留場、ゆいの杜西停留場、ゆいの杜中央停留場、ゆいの杜東停留場、芳賀台停留場、芳賀町工業団地管理センター前停留場、かしの森公園前停留場、芳賀・高根沢工業団地停留場[54]
    - （Suica導入）宇都宮駅東口停留場 - 芳賀・高根沢工業団地停留場間 (14.6km)[55]

- 8月28日
  -  九州旅客鉄道
    - （BRT転換開業） 日田彦山線 添田駅 - 日田駅間 (37.7 km)[56]

### 9月
- 9月1日
  -  万葉線
    - （駅名改称） 第一イン新湊 クロスベイ前駅 ← 西新湊駅（新湊港線）[57]
- 9月17日
  -  ウェスト・ミッドランズ・メトロ
    - （延伸）[58]

### 10月
- 10月1日
  -  京浜急行電鉄
    - （運賃改定）運賃改定[59]

  -  京王電鉄
    - （運賃改定）運賃改定[60]

  -  新京成電鉄
    - （運賃改定）運賃改定[61]
- 10月4日
  -  インドネシア中国高速鉄路
    - （開業） ジャカルタ-バンドン高速鉄道[62]

### 12月
- 12月4日
  -  能勢電鉄
    - （路線廃止） 妙見の森ケーブル、妙見の森リフト[63][64][65]
- 12月27日
  -  東京都交通局
    - （路線廃止） 上野懸垂線 西園駅 - 東園駅間 (0.3km)[66][67]

## 主なダイヤ改正

### 2月
- 2月4日
  - 阪堺電気軌道[68]
- 2月27日
  - 大阪モノレール[69]

### 3月
- 3月11日
  - 福岡市交通局（七隈線）[70]
- 3月13日
  - 大井川鉄道（井川線）[71]
- 3月18日
  - JRグループ
  - 道南いさりび鉄道[72]
  - 青い森鉄道[73]
  - IGRいわて銀河鉄道[74]
  - 三陸鉄道[75]
  - 由利高原鉄道[76]
  - 仙台空港鉄道
  - 阿武隈急行[77]
  - 会津鉄道[78]
  - 野岩鉄道[79]
  - 真岡鉄道[80]
  - わたらせ渓谷鉄道[81]
  - 関東鉄道（常総線）[82]
  - 鹿島臨海鉄道[83]
  - 東京地下鉄（東西線、千代田線、有楽町線、半蔵門線、南北線、副都心線）
  - 東京都交通局（三田線、新宿線）
  - 小田急電鉄
  - 東武鉄道
  - 西武鉄道
  - 相模鉄道
  - 東急電鉄
  - 京王電鉄
  - 首都圏新都市鉄道[84]
  - 横浜高速鉄道
  - 横浜市交通局[85]
  - 江ノ島電鉄[86]
  - 東葉高速鉄道[87]
  - 千葉都市モノレール[88]
  - いすみ鉄道[89]
  - 小湊鉄道[90]
  - 埼玉高速鉄道
  - 秩父鉄道[91]
  - 富士山麓電気鉄道[92]
  - 北越急行[93]
  - しなの鉄道
  - アルピコ交通[94]
  - 上田電鉄[95]
  - えちごトキめき鉄道[96]
  - あいの風とやま鉄道[97]
  - IRいしかわ鉄道
  - 伊豆急行[98]
  - 伊豆箱根鉄道[99]
  - 岳南電車[100]
  - 名古屋鉄道
  - 愛知環状鉄道
  - 東海交通事業[101]
  - 明知鉄道[102]
  - 長良川鉄道[103]
  - 近江鉄道（本線、多賀線）[104]
  - 信楽高原鉄道[105]
  - 京都丹後鉄道
  - 智頭急行[106]
  - 井原鉄道[107]
  - 若桜鉄道[108]
  - 水島臨海鉄道[109]
  - 高松琴平電気鉄道[110]
  - 筑豊電気鉄道[111]
  - 肥薩おれんじ鉄道[112]
- 3月20日
  - 多摩都市モノレール[113]
- 3月25日
  - 横浜シーサイドライン[114]

### 4月
- 4月1日
  - 津軽鉄道[115]
  - 山万[116]
  - 北陸鉄道（石川線）[117]
- 4月15日
  - 富山地方鉄道[118]
- 4月29日
  - 東京地下鉄（銀座線）[119]

### 5月
- 5月13日
  - 熊本市交通局[120]
- 5月15日
  - 長崎電気軌道[121]

### 7月
- 7月1日
  - 仙台市交通局[122]
  - 流鉄[123]
  - 九州旅客鉄道[124]
- 7月15日
  - 南阿蘇鉄道[125]
- 7月22日
  - 秋田内陸縦貫鉄道[126]
- 7月24日
  - 広島電鉄（本線・宮島線）[127]

### 8月
- 8月13日
  - ゆいレール[128]
- 8月18日
  - 神戸市交通局（西神・山手線、北神線）[129]
- 8月19日
  - 福岡市交通局（七隈線）[130]
- 8月26日
  - 京阪電気鉄道[131]
  - 叡山電鉄[132]
  - 京福電気鉄道[133]

### 9月
- 9月16日
  - 名古屋市交通局（桜通線）[134]

### 10月
- 10月1日
  - 大井川鉄道[135]
  - 京都丹後鉄道[136]
- 10月14日
  - 福井鉄道[137]
- 10月16日
  - 広島電鉄[138]
- 10月21日
  - 南海電気鉄道[139]
- 10月23日
  - 宇都宮ライトレール[140]

### 11月
- 11月1日
  - 伊予鉄道[141]
  - とさでん交通[142]
  - 熊本市交通局[143]
- 11月11日
  - 筑豊電気鉄道[144]

- 11月25日
  - 京浜急行電鉄[145]
  - 京成電鉄[146]
  - 東京都交通局（浅草線）[147]
  - 北総鉄道[148]
  - 芝山鉄道[149]

## 災害・不通・事故・事件など

### 1月
- 1月7日
  -  メキシコシティ地下鉄
    - （事故） メキシコシティ地下鉄3号線（スペイン語版）のラ・ラサ駅（スペイン語版）とポトレロ駅（スペイン語版）の間で、列車同士が衝突する事故が発生し、少なくとも1人が死亡、50人以上が負傷した[150][151]。
- 1月21日
  -  九州旅客鉄道
    - （運転再開） 日南線 南郷駅 - 福島今町駅間（台風14号による豪雨のため2022年9月より不通）[152]
- 1月31日
  -  東日本旅客鉄道
    - （事故） 東京駅で13時20分発の「はやぶさ25号」が車いす乗車用の補助板を付けたまま発車する事故が発生。清掃員が気付き補助板を足で踏んで外したものの、列車は停車せず走り去る[153][154]。

### 2月
- 2月3日
  -  ノーフォーク・サザン鉄道
    - （脱線） 2023年オハイオ州列車脱線事故。クロロエチレンやアクリル酸ブチル、2-ブトキシエタノールなどの危険物が積んだため、有毒ガスが放出された[155]。
- 2月28日
  -  ヘレニック・トレイン（英語版）
    - （衝突） ギリシャ列車正面衝突事故。少なくとも57人が死亡[156]。

### 3月
- 3月15日
  -  九州旅客鉄道
    - （運転再開） 日南線 福島今町駅 - 志布志駅間（台風による豪雨のため2022年9月より不通）[157]
- 3月23日
  -  西日本旅客鉄道
    - （事故・運休） 芸備線 備後八幡駅 - 内名駅間で下り列車が落石に接触し、脱線。以後、東城駅 - 備後落合駅間で運転見合わせ[158]。

### 4月
- 4月1日
  -  東日本旅客鉄道
    - （運転再開） 磐越西線 喜多方駅 - 山都駅間（大雨で濁川橋梁の支柱が下流側に倒されて崩落した事により、2022年8月4日より不通）[159][160]。

### 5月
- 5月10日
  -  台中捷運
    - （事故） 緑線 豊楽公園駅付近のクレーンが崩れて軌道に落下し、駅を離れたばかりの列車と衝突。1人死亡、10人負傷[161][162]。
- 5月14日
  -  東日本旅客鉄道
    - （運転再開） 花輪線 鹿角花輪駅 - 大館駅間（豪雨のため2022年8月13日より不通）[163]

### 6月
- 6月2日
  -  インド鉄道
    - （事故） 2023年オリッサ州列車衝突事故。少なくとも288人が死亡[164]。
- 6月3日
  -  東日本旅客鉄道
    - （事件）宇都宮線 蒲須坂駅 - 片岡駅間で男2人が写真撮影のため線路内に侵入し、「カシオペア」が緊急停止。11月30日に書類送検[165]。

### 7月
- 7月15日
  -  南阿蘇鉄道
    - （運転再開） 高森線 立野駅 - 中松駅（熊本地震により2016年4月14日から不通）[42]。
- 7月29日
  -  西日本旅客鉄道
    - （運転再開） 芸備線 東城駅 - 備後落合駅間[158]

### 8月
- 8月7日
  -  東日本旅客鉄道
    - （運転再開） 北上線 ほっとゆだ駅 - 横手駅間[166]
- 8月23日
  -  弘南鉄道
    - （運転再開） 大鰐線 大鰐駅 - 中央弘前駅間[167]

### 10月
- 10月1日
  -  大井川鐵道
    - （運転再開） 大井川本線 家山駅 - 川根温泉笹間渡駅

## 鉄道車両

### 運転開始・運転終了・さよなら運転
- 1月19日
  -  長野電鉄
    - （運転終了） 3500系
- 1月25日
  -  東急電鉄
    - （運転終了） 8500系[168]
- 1月31日
  -  水島臨海鉄道
    - （運転終了） DE701
- 2月9日
  -  名古屋市交通局
    - （運転終了）3000形（鶴舞線）
- 2月23日
  -  東京都交通局
    - （運転終了） 5300形
- 2月26日
  -  香港MTR
    - （運転終了） 軽鉄川崎電車
- 3月17日
  -  北海道旅客鉄道
    - （運転終了） キハ183系「オホーツク」、「大雪」[169][170]
    - （運転終了） キハ40系・キハ54系・キハ150系（富良野線）

  -  東日本旅客鉄道
    - （運転終了） E2系（上越新幹線）[12]
    - （運転終了） 651系「あかぎ」、「スワローあかぎ」、「草津」[12]

  -  東海旅客鉄道
    - （運転終了） キハ85系「ひだ」[171]

  -  西日本旅客鉄道
    - （運転終了） 207系・321系（おおさか東線・大和路線）「直通快速」[172]
    - （運転終了）117系（湖西線）
- 3月18日
  -  北海道旅客鉄道
    - （運転開始） キハ283系「オホーツク」、「大雪」[170]
    - （運転開始） H100形（富良野線）

  -  東日本旅客鉄道
    - （運転開始） E257系「あかぎ」、「草津・四万」[12]

  -  西日本旅客鉄道
    - （運転開始） 221系（おおさか東線・大和路線）「直通快速」[172][173]
    - （運転終了） 103系（和田岬線）[174]

  -  日本貨物鉄道
    - （運転開始） EF510形301号機[175]
- 3月27日
  -  福井鉄道
    - （運転開始） F2000形 [176]
- 3月31日
  -  東日本旅客鉄道
    - （運転終了） キハ40系「クルージングトレイン」
- 4月1日
  -  西日本旅客鉄道
    - （運転終了） 113系・117系（琵琶湖線・草津線・湖西線）
- 4月15日
  -  南阿蘇鉄道
    - （運転開始） MT-4000形
- 4月30日
  -  北海道旅客鉄道
    - （運転終了） キハ183系「ノースレインボーエクスプレス」
- 5月19日
  -  北海道旅客鉄道
    - （定期運用終了） キハ143形[177]
- 5月20日
  -  北海道旅客鉄道
    - （運転開始） 737系[178][179]
- 6月4日
  -  東日本旅客鉄道
    - （定期運用終了） キハ141系「SL銀河」[180]
- 6月25日
  -  大阪市高速電気軌道（中央線）
    - （運転開始） 400系[181]
- 6月30日
  -  東海旅客鉄道
    - （定期運用終了） キハ85系「南紀」
- 7月1日
  -  東海旅客鉄道
    - （運転開始） HC85系「南紀」[182]
- 7月12日
  -  関東鉄道
    - （定期運用終了） キハ310形[183]
- 7月15日
  -  東武鉄道
    - （運転開始） N100系「スペーシア X」[184][185]

  -  北陸鉄道
    - （運転終了） 8000系（8900番台）[注釈 1][186]
- 7月16日
  -  静岡鉄道
    - （定期運用終了） 1000系1101号
- 7月21日
  -  西日本旅客鉄道
    - （定期運用終了） 117系（岡山・備後エリア）
- 7月22日
  -  西日本旅客鉄道
    - （運転開始） 227系（岡山・備後エリア）[187]
- 8月8日
  -  泉北高速鉄道
    - （運転開始） 9300系[188]
- 8月17日
  -  神戸市交通局
    - （定期運用終了） 1000形・7000系
- 8月20日
  -  東日本旅客鉄道
    - （運転終了） HB-E300系「リゾートあすなろ」[189]
- 8月26日
  -  宇都宮ライトレール
    - （運転開始） HU300形「LIGHTLINE（ライトライン）」[190]
- 9月13日
  -  東日本旅客鉄道
    - （運転開始） E127系（南武線）[191]。
- 9月24日
  -  小田急電鉄
    - （運転終了） 50000形「VSE」50002編成[192]
- 10月4日
  -  九州旅客鉄道
    - （運転終了） キハ140系 「いさぶろう・しんぺい」
- 11月16日
  -  大阪市高速電気軌道
    - （運転終了） 24系（中央線）
- 11月23日
  -  西日本旅客鉄道
    - （運転終了） 12系「奥出雲おろち号」[193]
- 12月10日
  -  小田急電鉄
    - （運転終了） 50000形「VSE」[194]
- 12月23日
  -  東日本旅客鉄道
    - （運転開始） HB-E300系「ひなび」[195]
- 12月24日
  -  東日本旅客鉄道
    - （運転開始） E131系（鶴見線）[196]
    - （運転終了） 719系「フルーティアふくしま」[197]

### 新系列・新形式
- 北海道旅客鉄道
  - 737系
- 東武鉄道
  - N100系
- 福井鉄道
  - F2000形
- 大阪市高速電気軌道
  - 400系

### 譲渡形式
- 銚子電気鉄道←南海電気鉄道
  - 2200系[198]
- 上毛電気鉄道←東京地下鉄
  - 03系
- マタディ・キンシャサ鉄道←北海道旅客鉄道
  - キハ183系
- えちごトキめき鉄道←西日本旅客鉄道
  - オヤ31形[199]
- WILLER TRAINS←東海旅客鉄道
  - キハ85系[200][201]

### 消滅形式
- 北海道旅客鉄道
  - キハ183系
- 東日本旅客鉄道
  - 651系
- 東海旅客鉄道
  - キハ85系
- 東急電鉄
  - 8500系
- 小田急電鉄
  - 50000形
- 名古屋市交通局
  - 3000形
- 長野電鉄
  - 3500系
- 大阪市高速電気軌道
  - 24系
- 神戸市交通局
  - 1000形・ 7000系

### 受賞
- ブルーリボン賞 - JR東海HC85系気動車[202]
- ローレル賞 - 京都市交通局20系電車[202]
- グッドデザイン賞
  - 東武N100系電車[203]
  - 南海8300系電車[204]
  - 泉北高速鉄道9300系電車[204]